# Zappa (film)
Pour les articles homonymes, voir Zappa (homonymie).
Pour plus de détails, voir Fiche technique et Distribution.
Zappa est le deuxième film du réalisateur danois Bille August, réalisé en 1983. Le scénario est adapté par Bille August à partir d'un roman de Bjarne Reuter. Il a été projeté dans la sélection Un certain regard du Festival de Cannes en 1983.

## Synopsis
Sten, Mulle et Bjorn sont trois jeunes adolescents du début des années 60 qui traînent en bande dans la banlieue de Copenhague. Ils sont issus de milieu sociaux différents. Sten, fils de la bourgeoisie, dont les parents sont divorcés, est révolté et prêt à faire des mauvais coups ; Bjorn de la classe moyenne, suit Stern à contre-cœur ; Mulle de la classe populaire, au caractère franc et généreux mais influençable. Sous le commandement cynique et pervers de Stern, la bande utilise Mulle comme souffre-douleur et verse dans la délinquance. Ensemble, ils font l'expérience, à travers diverses péripéties, de la violence, de la sensualité et de sensations fortes contrastant avec l'innocence de l'enfance. Zappa, qui donne son titre au film, est le poisson carnivore que Sten élève chez lui, animal à l'image de son maître.  
Dans son film suivant Twist and Shout, Bille August filmera une forme de suite à ce film, les adolescents ayant vieilli de quelques années.

## Fiche technique
- Titre : Zappa
- Réalisation : Bille August
- Scénario : Bille August et Bjarne Reuter d'après son roman
- Production : Per Holst
- Musique : Bo Holten
- Photographie : Jan Weincke
- Montage : Janus Billeskov Jansen
- Pays d'origine : Danemark
- Format : Couleurs
- Genre : Comédie dramatique
- Durée : 103 minutes
- Date de sortie : Danemark, Allemagne : 1983, Suède, U.S.A. 1984, France 1986, Japon 1989

## Distribution
- Adam Tønsberg : Bjørn
- Morten Hoff : Mulle
- Peter Reichhardt : Steen
- Lone Lindorff : la mère de Bjørn
- Arne Hansen : le père de Bjørn
- Thomas Nielsen : Henning
- Solbjørg Højfeldt : la mère de Steen
- Bent Raahauge Jørgensen : le père de Steen
- Inga Bjerre Bloch : la mère de Mulle
- Jens Okking : le père de Mulle
- Elga Olga Svendsen : la grand-mère de Bjørn
- Willy Jacobsen : le grand-père de Bjørn
- Ulrikke Bondo : Kirsten
- Søren Frølund : le professeur 'Kaalormen'
- Michael Shomacker : Asger

## Distinctions
- Bodil Awards, 1983, meilleure photographie
- Festival international du film de Moscou, 1983, sélectionné pour le Golden Prize.